# Käppesjö
Käppesjö är en sjö i Åmåls kommun i Dalsland och ingår i Göta älvs huvudavrinningsområde. Sjön är 33 meter djup, har en yta på 3,01 kvadratkilometer och är belägen 94,1 meter över havet. Sjön avvattnas av vattendraget Forsnäsån (Vitlandaån).

## Delavrinningsområde
Käppesjö ingår i det delavrinningsområde (654727-131123) som SMHI kallar för Utloppet av Käppesjö. Medelhöjden är 123 meter över havet och ytan är 23,97 kvadratkilometer. Det finns ett avrinningsområde uppströms, och räknas det in blir den ackumulerade arean 43,78 kvadratkilometer. Forsnäsån (Vitlandaån) som avvattnar avrinningsområdet har biflödesordning 2, vilket innebär att vattnet flödar genom totalt 2 vattendrag innan det når havet efter 191 kilometer. Avrinningsområdet består mestadels av skog (75 procent). Avrinningsområdet har 3,16 kvadratkilometer vattenytor vilket ger det en sjöprocent på 13,2 procent.